# Etnico (onomastica)
In onomastica, l'etnico, demotico, patrionimico, o antropotoponimo è il sostantivo o l’aggettivo che descrive come vengono chiamati gli abitanti di un Paese, di un'area geografica, di un insediamento urbano come frazioni, comuni o città.
Talvolta si usa, allo stesso scopo, gentilizio (nome gentilizio, specie in riferimento alla classicità) che però, a rigore, è di una famiglia o di una stirpe.
Lo ctetico in greco e latino era l'aggettivo etnico, per esempio Gallicus e Germānicus; oggi questa distinzione non è usata, se non per indicare l'aggettivo riferito a cose, come romanesco invece di romano.

## Formazione degli etnici in italiano
Il suffisso più usato negli etnici è -ese come in portoghese, pugliese, milanese, dal latino volgare -e(n)se. Molto comune è anche -ano come in americano, emiliano, napoletano.
Nell'epoca classica dall'etnico derivava spesso quello del luogo che il popolo abitava, per esempio Gallia da Galli; altre volte accadeva l'opposto, in particolare con gli etnici come Romani, da Roma. Da etnici usati nell'età antica provengono nomi locali e coronimi medievali come Trumplini → Val Trompia, Camunni → Val Camonica, Venostes → Val Venosta, Anauni o Anaunes → Val di Non, così come dall'etnonimo Sardi (Σαρδοί, Sardói) → toponimo Sardinia (Σαρδονία, Sardonía) → etnico Sardegnoli, popolare e oggi considerato offensivo.

### Suffisso
Per gli etnici che derivano dal toponimo non vi è regola fissa per il suffisso, che deriva per lo più dall'uso più frequente che si è avuto nella storia. Vi sono peraltro luoghi i cui abitanti hanno due o più etnici.
I suffissi più comuni per formare gli etnici nelle parlate popolari sono:
- -aceus come in glemonàs ← Gemona, dal gallico -asiu;
- -aeus, tipico di etnici dotti come partenopeo, dal greco antico -αῖος, -âios;
- -anós (greco -ανός) come in korianò ← Corigliano d'Otranto;
- ans, antis, contarinante ← Contarina;
- -anus come in padovan(o) ← Padova che è semidotto - ossia è un cultismo che partecipa di modifiche occorse nei volgari settentrionali - perché l'esito popolare è pavan ← Pava e quello dotto è patavino ← *Patava ← Padua;
- -anus + -arius come in zentanèr ← Centa San Nicolò;
- -anus + -ensis come nel siciliano au(g)ustanisi ← Augusta;
- -anus + -iscus come in romanesco ← Roma;
- -arius come in abetonare ← Abetone;
- -arius + anus come in arcuaràn ← Arquà Petrarca;
- -ascus come in bergamasc(o) ← Bergamo è d'origine preromana (il popolo degli Orobi avrebbe denominato così l'abitato e gli Orobi erano o Galli o Liguri, anche se l'origine etnica è incerta) o derivato dal proto-germanico *bergaz + *haimaz, letteralmente "casa di montagna";
- -as -atis come in urbinät (urbinate) ← Urbino;
- -átēs (greco -ατης) come in khoriatu ← Ghorio;
- -attus come in caprolatto ← Caprarola;
- -ellus come in buranelo ← Burano;
- -ēnós (greco -ηνός) come in nisseno ← Caltanissetta sia il nome della città che l'aggettivo etnico sono arabi: il toponimo deriva da نساء + قلعة (qalʿa(t) an-nisā, letteralmente "Fortezza delle donne"), l'etnico dal siciliano Nissa, derivato dalla seconda parte del toponimo nisā;
- -hart (germanico, ma filtrato dal francese antico) come in nizzardo ← Nizza;
- -iccus come in bustìc ← Busto Garolfo;
- *-incus come in airulencu ← Airole;
- -inós (greco -ινός) come in derentinò ← Otranto;
- *-īnus come in aretino ← Arezzo;
- -iscus come in parèsc ← Parre;
- -itānus come in anconitano ← Ancona e palermitanu ← Palermo (per analogia con neāpolītānus da -ῑ́της (-ī́tēs) + -anus);
- -ō, -ōnis come in cavargnone ← Cavargna;
- -ōsus come in stilusu ← Stilo;
- -ota (greco -ώτης) come in cairota ← Il Cairo e scurdiota ← Scordia
- -ōttus come in adrioto ← Adria;
- -ūttus, (tipico del friulano, forse generalmente retoromanzo) nimisùt ← Nimis ma presente anche in Valle d'Aosta come in senvenscenùt ← Saint-Vincent.

## Esempi di etnici irregolari

### Nazionali
Di seguito, una lista di etnici nazionali irregolari o non immediati.
| Nome           | Etnico                           | Osservazioni |
| -------------- | -------------------------------- | --- |
| Azerbaigian    | azero                            | |
| Bangladesh     | bengalese, bengalino, bangladese | Bengalese e bengalino si riferiscono più correttamente alla regione storica del Bengala.                          |
| Barbados       | barbadiano                       | |
| Burkina Faso   | burkinabé                        | |
| Cipro          | cipriota                         | |
| Costa d'Avorio | ivoriano                         | |
| Dominica       | dominicense                      | Il termine dominicano indica invece gli abitanti della Repubblica Dominicana                                      |
| Ecuador        | ecuadoriano o ecuadoregno        | |
| El Salvador    | salvadoregno                     | |
| eSwatini       | swati                            | |
| Germania       | tedesco                          | |
| Guatemala      | guatemalteco                     | |
| Kenya          | keniota o keniano                | |
| Laos           | laotiano                         | |
| Lesotho        | sesotho, lesothiano              | seSotho si riferisce più precisamente al gruppo etnico dei Sotho                                                  |
| Madagascar     | malgascio                        | |
| Monaco         | monegasco                        | |
| Myanmar        | birmano                          | Il nome della nazione è conosciuto in italiano con entrambi i nomi Birmania e Myanmar, ma l'etnico è solo birmano |
| Nuova Zelanda  | neozelandese                     | |
| Paesi Bassi    | neerlandese                      | Il termine olandese, sebbene corretto, è improprio, riferendosi più esattamente alla sola Olanda                  |
| Regno Unito    | britannico                       | |
| San Marino     | sammarinese                      | |
| Sri Lanka      | singalese                        | Non cingalese (ch'è la forma inglese: vedi la voce nel Dizionario d'ortografia e di pronunzia della Rai)          |
| Seychelles     | seicellese                       | Il nome italianizzato del Paese è Seicelle, da cui deriva l'etnico                                                |
| Uruguay        | uruguagio o uruguaiano           | |

### Geografici
Di seguito, esempi di etnici geografici irregolari o non immediati.
| Nome            | Tipo      | Etnico                                | Osservazioni     |
| --------------- | --------- | ------------------------------------- | ---------------- |
| Garda           | limnonimo | gardesano                             |                  |
| Po              | idronimo  | padano                                | dal latino Padus |
| Río de la Plata | idronimo  | rioplatense                           |                  |
| Congo           | idronimo  | congolese                             |                  |
| Pantelleria     | nesonimo  | pantesco                              |                  |
| Brianza         | coronimo  | brianzolo (persone) brianteo (luoghi) |                  |
| Fiandra         | coronimo  | fiammingo                             |                  |
| Langhe          | coronimo  | langarolo                             |                  |
| Monferrato      | coronimo  | monferrino                            |                  |

### Città
Spesso il nome degli abitanti di un determinato luogo deriva dal toponimo attuale della città stessa (poleonimo), ma può derivare anche direttamente da un antico nome del luogo. Sono riportati gli etnici che hanno un etimo differente da quello attuale della città o con suffissi o altre caratteristiche poco consueti.
| Stato       | Città                     | Etnico                               | Osservazioni                                                                                       |
| ----------- | ------------------------- | ------------------------------------ | -------------------------------------------------------------------------------------------------- |
| Italia      | Abano                     | apontini e aponensi                  | dal latino Aponus                                                                                  |
| Italia      | Anzio                     | portodanzesi                         | |
| Italia      | Caltanissetta             | nisseni                              | |
| Italia      | Ceva                      | cebani                               | |
| Italia      | Chieti                    | teatini                              | dal latino Teāte                                                                                   |
| Italia      | Città di Castello         | tifernati                            | dal latino Tīfernum (Tiberīnum)                                                                    |
| Italia      | Collinas                  | forresi o collinesi                  | dal nome originale sardo Forru                                                                     |
| Italia      | Elmas                     | masesi                               | dal catalano villa del Mas, conservato nel sardo su Masu                                           |
| Italia      | Forlì                     | forlivesi                            | dal latino Forum Livii                                                                             |
| Italia      | Grottaferrata             | criptensi                            | dal latino Crypta                                                                                  |
| Italia      | Gubbio                    | eugubini                             | dal latino Iguvium                                                                                 |
| Italia      | Ivrea                     | eporediesi                           | dal latino Eporedia di probabile origine gallica                                                   |
| Italia      | Lonigo                    | leoniceni                            | dal latino medievale Leunicus                                                                      |
| Italia      | Nardò                     | neretini                             | da Neretum                                                                                         |
| Italia      | Mel                       | zumellesi                            | da Zumelle e questo dal latino Gemellus                                                            |
| Italia      | Mondovì                   | monregalesi                          | dal latino Mōns Rēgālis; in epoca più tarda Mons de Vicis, Mons de Vico, Mons Vici                 |
| Italia      | Oderzo                    | opitergini                           | da Opitergium, nome latino della città                                                             |
| Italia      | Palestrina                | prenestini                           | dal latino Praeneste                                                                               |
| Italia      | Peschiera del Garda       | arilicensi                           | oggi più comune peschierani o peschierotti, l'etnico tradizionale viene dal latino oppidum Arilica |
| Italia      | Poggibonsi                | bonizesi                             | oggi più comune poggibonsesi, l'etnico tradizionale viene dal latino medievale Poggibonizi         |
| Italia      | Pozzuoli                  | puteolani                            | dal latino Puteoli                                                                                 |
| Italia      | Salò                      | salodiani                            | dal latino medievale Salude, Salaude o Salodium                                                    |
| Italia      | Sansepolcro               | biturgensi                           | dal latino medievale Biturgēnse                                                                    |
| Italia      | Santhià                   | santagatini                          | oggi più comune santhiesi, l'etnico tradizionale viene dal latino medievale Sancta Agatha          |
| Italia      | Susa                      | segusini                             | dal latino Segūsium                                                                                |
| Italia      | Tivoli                    | tiburtini                            | dal latino Tībur                                                                                   |
| Italia      | Todi                      | tudertini                            | dal latino Tuder                                                                                   |
| Italia      | Velletri                  | velletrani e veliterni               | |
| Belgio      | Liegi                     | leodiesi                             | |
| Brasile     | Rio de Janeiro            | carioca (inv.)                       | |
| Brasile     | San Paolo                 | paulisti                             | |
| Croazia     | Ragusa                    | ragusei e ragusini                   | cfr. gli abitanti di Ragusa in Sicilia: ragusani                                                   |
| Croazia     | Zara                      | zaratini                             | |
| Ecuador     | Quito                     | quiteni                              | |
| El Salvador | San Salvador              | salvadoregni                         | |
| Francia     | Bordeaux                  | bordolesi                            | |
| Francia     | Nizza                     | nizzardi                             | cfr. gli abitanti di Nizza Monferrato: nizzesi                                                     |
| Giappone    | Tokyo                     | edochiani                            | da Edo, antico nome della città                                                                    |
| Germania    | Monaco di Baviera         | monacensi                            | anche bavaresi (in riferimento alla Baviera, stato federato della quale è capitale)                |
| Grecia      | Corfù                     | corfioti (sing. corfiota e corfioto) | anche corciresi, dal greco Kerkyra                                                                 |
| Grecia      | Zante                     | zacintii (sing. zacintio)            | |
| Israele     | Gerusalemme               | gerosolimitani                       | dal greco antico Hierosólyma                                                                       |
| Polonia     | Danzica                   | gedanesi e danzicani                 | dal latino Gedanum o Gedania                                                                       |
| Portogallo  | Porto                     | portuensi                            | |
| Regno Unito | Londra                    | londinesi                            | |
| Russia      | Mosca                     | moscoviti                            | |
| Spagna      | Cadice                    | gaditani                             | dal latino Gades                                                                                   |
| Spagna      | Madrid                    | madrileni                            | |
| Stati Uniti | New York                  | novaiorchesi e nuovaiorchesi         | dal nome italianizzato, ora obsoleto, Nuova York                                                   |
| Turchia     | Ankara                    | ancirani                             | letterario, dal greco Áncyra                                                                       |
| Turchia     | Costantinopoli (İstanbul) | costantinopolitani                   | Perlopiù in riferimento alla città bizantina e ottomana                                            |
| Ucraina     | Kyïv                      | kievani                              | Riferendosi alla Rus kievana                                                                       |
| Odessa      | odessiti                  |                                      | |
| Venezuela   | Caracas                   | carachegni                           | |